# 北海道道1150号旭川北インター線
北海道道1150号旭川北インター線（ほっかいどうどう1150ごう あさひかわきたインターせん）は、北海道旭川市内を結ぶ一般道道（北海道道）である。

## 概要

### 路線データ
- 起点 : 北海道旭川市東鷹栖4線13号（北海道道37号鷹栖東神楽線交点）
- 終点 : 北海道旭川市東鷹栖4線13号（道央自動車道 旭川北IC）
- 路線延長 : 0.2 km（総延長）

## 歴史
- 1997年（平成9年）1月14日 - 路線認定[1]。
- 2000年（平成12年）10月4日 - 全線開通。

## 地理

### 通過する自治体
- 上川総合振興局
  - 旭川市

### 交差する道路
旭川市
- 北海道道37号鷹栖東神楽線 - 東鷹栖4線13号（起点）
- 道央自動車道旭川北IC - 東鷹栖4線13号（終点）